# 카지노 나이아가라

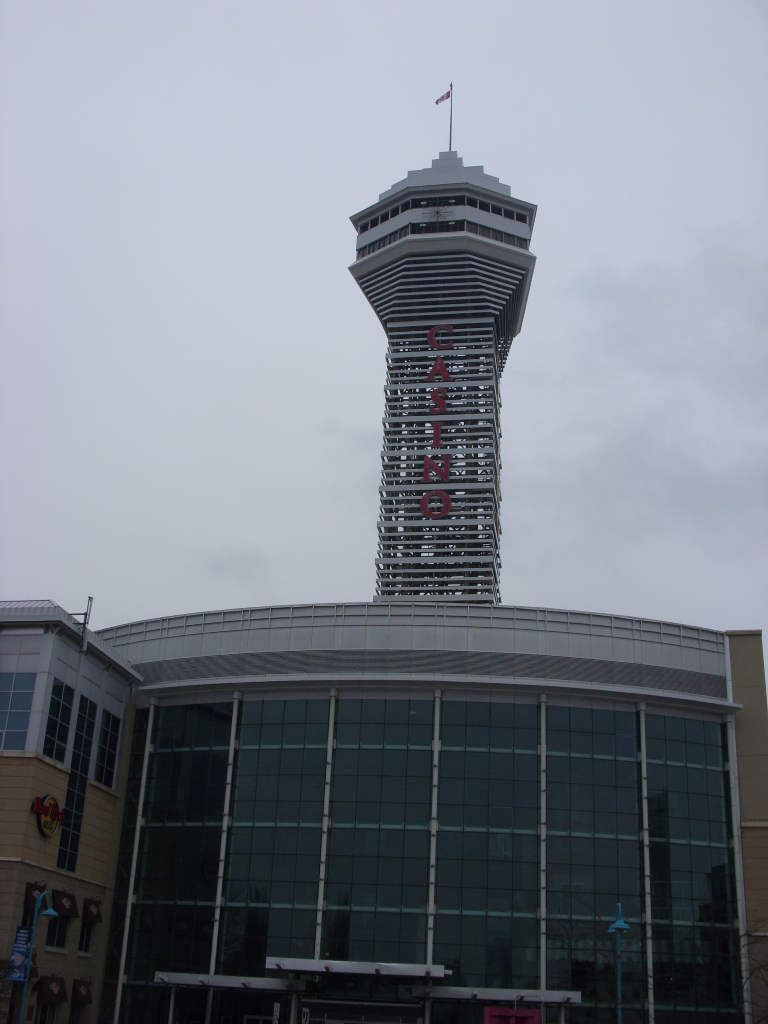

카지노 나이아가라(Casino Niagara)는 캐나다 온타리오주 나이아가라폴스에 위치한 카지노이다. 1996년 메이플리프 발리지 놀이동산 자리에 지어졌다. 원래 폴스뷰 카지노가 지어지기까지 임시로 영업하려고 했지만 위치가 나이아가라 폭포 관광명소인 클리프튼 힐(Clifton Hill)에 있어 계속 영업중이다. 카지노 나이아가라는 전자 룰렛(electronic Roulette)을 선보인 온타리오 주의 첫 번째 카지노이며 1,600개가 넘는 슬롯머신과 45개의 게임 테이블이 있다. 하나의 회원카드로 카지노 나이아가라와 폴스뷰 카지노를 이용할 수 있다.

## 소유 및 경영
폴스뷰 카지노는 온타리오 주의 공기업인 온타리오 복권, 게임 주식회사(Ontario Lottery and Gaming Corporation)에서 소유하고 있으며 수익의 일부는 온타리오 주 정부가 갖는다.

## 같이 보기
- 안개 아가씨호
- 스카일런 타워